# محاصره پیونگ‌یانگ (۱۵۹۲)
محاصره پیونگ یانگ (انگلیسی: Siege of Pyongyang) یکی از نبردهای تهاجم ژاپن به کره بود.